# Adílson Ferreira de Souza
Adílson Ferreira de Souza (sinh ngày 1 tháng 9 năm 1978), tên thường gọi là Popó là một cựu cầu thủ bóng đá người Brasil chơi ở vị trí tiền đạo và tiền vệ tấn công.

## Sự nghiệp câu lạc bộ
Adílson Ferreira de Souza đã từng chơi cho Kashiwa Reysol, Vissel Kobe, Urawa Reds và Júbilo Iwata.